# چسترتون، هانتینگدون‌شر
چسترتون (به انگلیسی: Chesterton) یک روستا و محله مدنی در بریتانیا است که در هانتینگدونشر واقع شده‌است. چسترتون ۳۱۷ نفر جمعیت دارد.